# Scheuerhof (Geisenfeld)
Scheuerhof ist ein Ortsteil der Stadt Geisenfeld im oberbayerischen Landkreis Pfaffenhofen an der Ilm. Die Einöde liegt circa eineinhalb Kilometer südlich von Geisenfeld und ist über die Fahlenbacher Straße zu erreichen.
Am 1. April 1971 wurde Scheuerhof als Ortsteil der ehemals selbständigen Gemeinde Parleiten in die Stadt Geisenfeld eingegliedert.

## Baudenkmäler
- Wegkapelle, erbaut 1845